# Montagna
Montagna (németül: Montan) település Olaszországban, Bolzano autonóm megyében. Lakosainak száma 1704 fő (2023. január 1.). Montagna Egna, Ora, Aldino, Capriana, Salorno, Termeno sulla Strada del Vino és Trodena községekkel határos.

## Népesség
A település népességének változása:
| Lakosok száma | 1672 | 1684 | 1704 |
|               | 2017 | 2018 | 2023 |